# Corsomyza tricellulata
Corsomyza tricellulata är en tvåvingeart som beskrevs av Hesse 1938. Corsomyza tricellulata ingår i släktet Corsomyza och familjen svävflugor. Inga underarter finns listade i Catalogue of Life.